# Bishampton
Bishampton es una localidad situada en el distrito de Wychavon, en el condado no metropolitano de Worcestershire, Inglaterra (Reino Unido). Tiene una población estimada, a mediados de 2019, de 625 habitantes.
Está ubicada al sur de la región Midlands del Oeste, cerca de la frontera con la región Sudoeste de Inglaterra y de la orilla del río Severn —el más largo de Gran Bretaña—, y al sur de la ciudad de Birmingham.